# 598 Octavia
598 Octavia è un asteroide della fascia principale del diametro medio di circa 72,33 km. Scoperto nel 1906, presenta un'orbita caratterizzata da un semiasse maggiore pari a 2,7598504 UA e da un'eccentricità di 0,2494340, inclinata di 12,23630° rispetto all'eclittica.
Il nome si riferisce ad Ottavia minore, sorella dell'imperatore Augusto e in seguito moglie di Marco Antonio.